# Torneo masculino de fútbol en los Juegos Suramericanos de 2014
El torneo de fútbol masculino fue  una disciplina deportiva en los X Juegos Suramericanos de 2014, y estos fueron realizados del 9 al 17 de marzo de 2014.

## Sede
| Ciudad   | Estadio                                      | Capacidad |
| -------- | -------------------------------------------- | --------- |
| Santiago | Estadio Bicentenario Municipal de La Florida | 12.000    |

## Equipos participantes
| Equipos participantes | Equipos participantes | Equipos participantes |
| --------------------- | --------------------- | --------------------- |
| Argentina             | Chile                 | Colombia              |
| Ecuador               | Paraguay              | Perú                  |

## Resultado

### Primera fase

#### Grupo A
| Equipo   | Pts | PJ | PG | PE | PP | GF | GC | Dif |
| -------- | --- | -- | -- | -- | -- | -- | -- | --- |
| Chile    | 4   | 2  | 1  | 1  | 0  | 5  | 4  | +1  |
| Ecuador  | 3   | 2  | 1  | 0  | 1  | 3  | 3  | 0   |
| Paraguay | 1   | 2  | 0  | 1  | 1  | 4  | 5  | -1  |

| 9 de marzo de 2014, 18:00 | Ecuador                               | 2:1 (0:0) | Paraguay            | Estadio Bicentenario Municipal de La Florida, Santiago |  |
|                           | Fabiano Tello 55' · Andy Casquete 57' | Reporte   | Carlos Ferreira 75' |                                                        |  |

| 11 de marzo de 2014, 20:00 | Chile                                        | 2:1 (0:0) | Ecuador            | Estadio Bicentenario Municipal de La Florida, Santiago |  |
|                            | René Meléndez 49' (pen.) · Mathias Pinto 72' | Reporte   | Joel Quinteros 52' |                                                        |  |

| 13 de marzo de 2014, 20:00 | Paraguay                                                        | 3:3 (2:2) | Chile                                      | Estadio Bicentenario Municipal de La Florida, Santiago |  |
|                            | David Josué 11' · Julio Villalba 44' · Arturo Aranda 67' (pen.) | Reporte   | Ricardo Álvarez 4' · Mathias Pinto 45' 50' |                                                        |  |

#### Grupo B
| Equipo    | Pts | PJ | PG | PE | PP | GF | GC | Dif |
| --------- | --- | -- | -- | -- | -- | -- | -- | --- |
| Argentina | 6   | 2  | 2  | 0  | 0  | 7  | 3  | 4   |
| Colombia  | 3   | 2  | 1  | 0  | 1  | 5  | 3  | 2   |
| Perú      | 0   | 2  | 0  | 0  | 2  | 3  | 9  | -6  |

| 9 de marzo de 2014, 20:00 | Colombia                                      | 4:1 (4:0) | Perú             | Estadio Bicentenario Municipal de La Florida, Santiago |  |
|                           | Jhon Arango 30' · Edward Bolaños 37' 43' 46+' | Reporte   | Luis Iberico 48' |                                                        |  |

| 11 de marzo de 2014, 18:00 | Argentina                                                                                | 5:2 (5:0) | Perú                                         | Estadio Bicentenario Municipal de La Florida, Santiago |  |
|                            | Lucas Ferraz Vila 5' · Federico Vietto 26' 38' · Matías Roskopf 28' · Tomás Conechny 41' | Reporte   | Jesús Mendieta 60' · Luis Iberico 66' (pen.) |                                                        |  |

| 13 de marzo de 2014, 18:00 | Colombia           | 1:2 (0:0) | Argentina                               | Estadio Bicentenario Municipal de La Florida, Santiago |  |
|                            | Edward Bolaños 88' | Reporte   | Tomás Conechny 83' · Matías Roskopf 86' |                                                        |  |

### Segunda fase

#### Cuadro
|  | Semifinales | Semifinales |   |       | Final        | Final       |  |
|  | 15 de marzo | 15 de marzo |   |       | 17 de marzo  | 17 de marzo |  |
|  |             |             |   |       |              |             |  |
|  |             |             |   |       |              |             |  |
|  | Argentina   | 1           |   |       |              |             |  |
|  | Ecuador     | 0           |   |       |              |             |  |
|  |             |             |   |       |              |             |  |
|  |             |             |   |       |              |             |  |
|  |             |             |   |       | Argentina    | 1           |  |
|  |             | Colombia    | 2 |       |              |             |  |
|  |             |             |   |       |              |             |  |
|  |             |             |   |       |              |             |  |
|  |             |             |   |       | Tercer lugar |             |  |
|  |             |             |   |       |              |             |  |
|  | Chile       | 2           |   | Chile | 1            |             |  |
|  | Colombia    | 3           |   |       | Ecuador      | 2           |  |

#### Semifinales
| 15 de marzo de 2014, 18:00 | Argentina         | 1:0 (1:0) | Ecuador | Estadio Bicentenario Municipal de La Florida, Santiago de Chile |  |
|                            | Matías Roskopf 5' | Reporte   |         |                                                                 |  |

| 15 de marzo de 2014, 20:00 | Chile                                   | 2:3 (1:0) | Colombia                                                           | Estadio Bicentenario Municipal de La Florida, Santiago de Chile |  |
|                            | Felipe Molina 37' · Kevin Madariaga 80' | Reporte   | Edward Bolaños 61' · Jefferson Valdeblánquez 66' · Jhon Lucumí 87' |                                                                 |  |

#### Quinto puesto
| 15 de marzo de 2014, 16:00 | Paraguay                                                                 | 5:2 (1:0) | Perú                                  | Estadio Bicentenario Municipal de La Florida, Santiago de Chile |  |
|                            | Jonathan Valiente 44' · Julio Villalba 46' 48' · Carlos Ferreira 75' 79' | Reporte   | Jesús Mendieta 81' · Jeremy Canel 92' |                                                                 |  |

#### Tercer puesto
| 17 de marzo de 2014, 18:00 | Chile                | 1:2 (0:0) | Ecuador                                | Estadio Bicentenario Municipal de La Florida, Santiago de Chile |  |
|                            | Alonso Rodríguez 72' | Reporte   | Jhon Pereira 46' · Renny Jaramillo 82' |                                                                 |  |

#### Final
| 17 de marzo de 2014, 20:00 | Argentina             | 1:2 (0:1) | Colombia                             | Estadio Bicentenario Municipal de La Florida, Santiago de Chile |  |
|                            | Gianluca Mancusso 73' | Reporte   | Ronaldo Ariza 6' · Jesús Marimón 82' |                                                                 |  |

| Bandera de Colombia |
| Campeon Colombia    |